# Immatriculation des autorails français
 (janvier 2010).
Si vous disposez d'ouvrages ou d'articles de référence ou si vous connaissez des sites web de qualité traitant du thème abordé ici, merci de compléter l'article en donnant les références utiles à sa vérifiabilité et en les liant à la section « Notes et références ».
Immatriculation des autorails français de l'origine à aujourd'hui.

## Les grands réseaux français (avant1938)
Le symbole des autorails est ZZ et correspond aux automotrices à moteurs thermiques, qu'elles soient à moteurs à vapeur ou à combustion interne (essence ou diesel).
Les remorques d'autorail sont rares avant la création de la SNCF. Leur symbole est RZ au NORD et au PLM et 1/2 ZZ à l'ETAT.
Ces symboles peuvent être complétés par des éléments (série et indices) repris du plan de marquage de 1924.
Les numéros d'immatriculation sont laissés au choix des réseaux.

### Compagnie de l'EST
Ce réseau utilise les lettres de série et indices du marquage unifié des voitures voyageurs (A, B, s, C, E, t, y) placées entre le symbole ZZ et le numéro de série.
Pendant un temps les autorails Michelin ont eu le symbole AP (automotrice à pneus) à la place de ZZ.
Les 2 ou 3 chiffres des milliers des tranches de numérotation utilisées indiquent la capacité  (valeur arrondie) en places assises de l'autorail, sauf pour les AEK Renault où ils indiquent la capacité totale (assis et debout).
Exemples :
- ZZ  60251 ⇒ Autorail De Dietrich de 320 ch (60 places),
- ZZ 150001 ⇒ Autorail Renault AEK (150 places).

### RéseauAL
Utilisation de l'indice r placé immédiatement après le symbole ZZ.

### Compagnie duNORD
Aucune particularité.

### Réseau de l'ETAT
Utilisation (autorails à bogies) de l'indice y placé immédiatement après le symbole ZZ.
La tranche de numérotation des autorails est 24000.

### Réseau duPO-MIDI
Ce réseau utilise les lettres de série et indices du marquage unifié des voitures voyageurs (A, B, s, C, P, E, t, y) placées entre le symbole ZZ et le numéro de série.
Les voitures d'origine MIDI sont immatriculées dans les tranches 23300 et 23600.
Les voitures d'origine PO sont immatriculées dans les tranches 23700 à 23900.

### Compagnie duPLM
L'immatriculation des autorails PLM comporte un code constructeur composé d'une lettre placé immédiatement après le symbole ZZ. Ce système sera repris en le modifiant par la SNCF en 1938.
Entre le symbole ZZ et le code constructeur il a été un temps indiqué la capacité en voyageurs du véhicule.
Codes constructeurs des autorails PLM :
- A BDR-Baudet Donon Roussel,
- B CGC-Cie Générale de Construction (St.Denis),
- C Delaunay Belleville,
- D Somua,
- E CFMCF-Cie Française de Matériel de Chemins de Fer,
- F EIC-Entreprises Industrielles Charentaises,
- G Renault,
- H ADN-Acieries du Nord,
- K Bugatti,
- M Berliet,
- N De Dietrich,
- P Decauville,
- R Michelin.

Nota :
Les deux autorails Renault type PS livrés en 1929 ont été immatriculés ZZ ACEyf 23101 et 23102 en utilisant les éléments du marquage unifié de 1924. Ils ont été renumérotés ZZ G 1  et ZZ G 2 vers 1934 lors de la livraison des autorails commandés à la suite du concours de 1932.

## Les chemins de fer secondaires

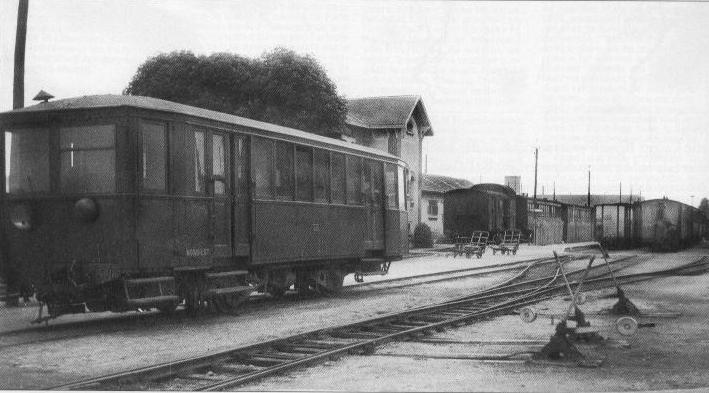
Automotrice Renault-Scémia à la gare de Soissons-Saint-Waast

La modernisation des chemins de fer secondaires durant l'Entre-deux-guerres s'est fait notamment en les équipant d'automotrices, fournies par de nombreux constructeurs, tels Établissements Billard, Renault, De Dion-Bouton…
Chaque compagnie les a immatriculé selon ses critères propres, et il est difficile de les recenser ici. 

## LaSNCF(après 1938)

### En1938
Reprenant la pratique du PLM, l'immatriculation des autorails SNCF comporte un code constructeur composé d'une ou deux lettres placé immédiatement avant le numéro de série de l'engin. C'était pour éviter toute confusion, les numéros d'immatriculation pouvant être identiques.
Immédiatement après le symbole ZZ et avant le code constructeur est placé un code régional de gérance de l'engin. Il s'agit d'un chiffre de 1 à 5. Il est encadré.
Les remorques d'autorail sont désignées par le symbole RZ.
Tranches de numérotation des autorails :
- Autorails à caisses multiples : 1 à 999,
- Autorails à caisse unique à bogies : 1000 à 9999,
- Autorails à essieux indépendants : à partir de 10000.

Tranches de numérotation des remorques :
- Remorques à caisses multiples : 1 à 999,
- Remorques à caisse unique à bogies : 1000 à 8999,
- Remorques à essieux indépendants : 9000 à 9999.

Codes régionaux :
- 1 Région de l'est,
- 2 Région du nord,
- 3 Région de l'ouest,
- 4 Région du sud-ouest,
- 5 Région du sud-est.

Codes constructeurs des autorails SNCF :
- A  (ADN-Acieries du Nord & Standard),
- NF (ANF-Ateliers du Nord de la France),
- AT (Alsthom-Soulé),
- BB (Batignolles-Bacalan),
- BD (BDR-Baudet Donon Roussel),
- BE (Berliet),
- BL (Brissonneau et Lotz),
- B  (Bugatti),
- CC (Sté Centrale de Chemins de Fer Verney),
- CL (Corpet-Louvet),
- D  (De Dietrich),
- DC (Decauville),
- C  (EIC-Entreprises Industrielles Charentaises),
- FL (Floirat),
- FO (Dunlop-Fouga),
- FM (CFMCF-Cie Française de Matériel de Chemins de Fer),
- F  (Sté Franco Belge),
- GC (CGC-Cie Générale de Construction),
- L  (Lorraine-Dietrich),
- M  (Michelin),
- R  (Renault) [*],
- S  (Somua),
- DR (Deutsche Reichsbahn) concerne le matériel prise de guerre 1945.

### En1947
Autorails : le symbole X remplace le symbole ZZ.
Remorques : le symbole XR remplace le symbole RZ.
Le code régional disparaît.

#### Matériels de construction antérieure à 1947
Maintien du code constructeur et du numéro de série de chaque véhicule.
Afin d'éviter toute confusion avec les remorques d'autorail, le code constructeur R (Renault) est simplement supprimé.

#### Matériels de construction postérieure à 1947
Il n'y a pas de code constructeur.
Tranches de numérotation :
- Autorails à voie normale et à caisses mutiples : 1000 à 1999,
- Autorails à voie normale et à caisse unique à bogies : 2000 à 4999,
- Autorails à voie normale et à essieux indépendants : 5000 à 5999,
- Autorails à voie étroite (Chemin de fer du Blanc-Argent, PO-Corrèze, Réseau breton) : 100 à 599,
- Remorques : identiques à 1938.

### En1962
Les remorques à voie étroite sont laissées dans la tranche 701 à 799.

#### Matériels de construction antérieure à 1947
La SNCF s'informatisant, les codes constructeurs subsistant sont supprimés et remplacés par un chiffre supplémentaire placé au début du numéro d'immatriculation, portant celui-ci à 5 chiffres :
- 2 ⇒ ADN & Standard (A),
- 3 ⇒ Berliet (BE),
- 4 ⇒ De Dietrich (D),
- 5 ⇒ Decauville (DC).

Exemple : l'autorail X DC 2102 devient X 52102.
Une exception a concerné le dernier autorail Bugatti XB 1008 utilisé comme véhicule de service qui a conservé son numéro jusqu'à sa radiation définitive vers 1970.
Les remorques à caisse unique à bogies sont regroupées dans la tranche 6000 à 8999 avec renumérotation des véhicules ayant un numéro inférieur à 6000 :
- Les remorques XR 4011 à 4030 (ADN) deviennent XR 8861 à 8880.

#### Matériels de construction postérieure à 1947
Aucun changement.

### En1966
À la demande du service Exploitation les lettres de série et indices du marquage unifié des voitures voyageurs (A, B, S, D, P, S, x) sont placées entre le symbole X ou XR et le numéro de série.
Exemple : l'autorail X 2721 devient XAD 2721.
L'indice x indique la présence d'un poste de conduite dans une remorque pour fonctionnement en réversibilité.

### En1978
Création de la tranche 90000 pour les matériels appartenant à des tiers :
- Établissements Publics (régions),
- PTT.

## Sources